# تایلر جیمز ویلیامز
تایلر جیمز ویلیامز (انگلیسی: Tyler James Williams؛ زادهٔ ۹ اکتبر ۱۹۹۲) یک هنرپیشه اهل ایالات متحده آمریکا است. وی از سال ۲۰۰۰ میلادی تاکنون مشغول فعالیت بوده‌است. از جمله فیلم‌های او می‌توان به شکست در اجرا، دیترویت و بحث و جدل اشاره کرد.